# Liste der Bodendenkmale in Delligsen
In der Liste der Bodendenkmale in Delligsen sind die Bodendenkmale der niedersächsischen Gemeinde Delligsen aufgeführt. Die Quelle ist der Denkmalatlas Niedersachsen. 

Delligsen im Landkreis Holzminden

Der Stand der Liste ist der 1. Februar 2025.

## Allgemein
In den Spalten finden sich folgende Informationen des Bodendenkmales:
| Lage         | geographische Koordinaten                                                           |
| Bezeichnung  | Bezeichnung lt. Denkmalatlas                                                        |
| Beschreibung | Beschreibung lt. Denkmalatlas                                                       |
| ID           | Objekt-ID                                                                           |
| Bild         | Bild, ggf. zusätzlich mit Link zu weiteren Fotos im Medienarchiv Wikimedia Commons. |

## Delligsen
| Lage                        | Bezeichnung                | Beschreibung | ID       | Bild |
| --------------------------- | -------------------------- | --- | -------- | ---- |
| 51° 57′ 35″ N, 9° 47′ 28″ O | Delligsen 3, Landwehr      | Teil einer Landwehr, die sich im Landkreis Hildesheim fortsetzt, mit zwei Gräben und drei Wällen. Der Wall ist hier fast 1 m hoch und 4,5 m breit, der vorgelagerte Graben bis zu 1,3 m tief und 5 m breit. - Teilstück ID: 38325211 | 28967936 | BW   |
| 51° 57′ 30″ N, 9° 47′ 20″ O | Delligsen 8, Hohlwegbündel | Mehrere, SW-NO verlaufende parallele Wegespuren, die sich nach SW zu einer Trasse vereinigen; Breite jeweils 2,5 – 4 m; Länge bis 250 m. Etwa in der Mitte der erhaltenen Länge durch Anlage eines Holzabfuhrweges auf ca. 10 – 15 m Breite gestört. Im nördl. Bereich und im Bereich der Landwehr nehmen die Spuren hohlwegartigen Charakter an. Die Bedeutung des Wegesystems zeigt sich darin, dass das von ihm durchlaufende Tal bis in die heutige Zeit einer der ganz wenigen Verbindungswege zwischen Weser und Leinetal in dieser Region darstellt. - Teilstück ID: 38325058 | 28967937 | BW   |

## Grünenplan
| Lage                        | Bezeichnung              | Beschreibung | ID       | Bild |
| --------------------------- | ------------------------ | --- | -------- | ---- |
| 51° 57′ 22″ N, 9° 43′ 15″ O | Grünenplan 7, Glashütte  | Glashüttenplatz mit drei noch erkennbaren Produktionsstätten; Dm. bis 7 m, H. ca. 0,5 m. Das Gelände hebt sich noch heute durch seine unregelmäßige Oberflächengestalt mit einem großen Hügel im Zentrum deutlich vom Umfeld ab. Unter dem Hügel verbergen sich die Reste eines Ofens. Unmittelbar südwestlich davon ist eine zweite, flachere Erhebung, an deren Oberfläche ebenfalls brandgerötete Steine vom Ofenschutt liegen. Am nordwestlichen Rand der Anlage ist noch der Verlauf eines Grabens erkennbar. Größe des Hüttenplatzes: Ca. 27 (NO-SW) × 17 m (NW-SO). Der Anfang der Glashütte liegt spätestens in der Mitte des 12. Jh. Die Einstellung der Produktion erfolgte noch im 12. Jh. Es wurden hier auch bleihaltige Glasgefäße hergestellt. Der ältesten Glashüttenstandort des Hilsgebietes. | 28967938 | BW   |
| 51° 57′ 26″ N, 9° 43′ 12″ O | Grünenplan 13, Glashütte | Im Winkel zwischen den beiden kleinen Bächen „Hüttenkeilswasser“ im Norden und „Kleiner Glasebach“ im Süden auf der „Glasebachwiese“ die sogenannte Schneppelhütte. Die Schneppelhütte produzierte wohl zwischen dem 1.4.1651 und dem 11.11.1667 Hohl- und Flachglas durch Franz und dessen Sohn Hans Gerd Seidensticker. Danach wurde die Produktion an den Wellenspringsborn verlegt. Aufgrund von feintopographischen Merkmalen und pflanzlichen Siedlungsindikatoren kann auf der Glasebachwiese im hinteren Bereich der Wohnbereich, an dem sich die Hausstellen parallel zum Steilufer des Hüttenkeilwassers aufreihten und teilweise aber auch nach Süden streuten, lokalisiert werden. Südöstlich davon deuten flache Erhebungen mehrere Ofenplätze an (wohl planiert), flache Abwurfhalden im südwestlichen Bereich der Wiese in direkter Nachbarschaft zum Bach. Von der Fläche stammen auch mesolithische Funde. | 28902438 | BW   |

## Hohenbüchen
| Lage                        | Bezeichnung                     | Beschreibung | ID       | Bild |
| --------------------------- | ------------------------------- | --- | -------- | ---- |
| 51° 58′ 13″ N, 9° 45′ 45″ O | Hohenbüchen 1, Burg Hohenbüchen | Schmale, ca 170 m lange und 50 m breite Anlage in Wiesen- und Kleingartengelände. Reste der Außenwälle sind z.T. gut erkennbar. Der südöstl. Teil (Name: Burggarten) ist durch einen Querwall von der Hauptburg (Name: Ohlenburg) getrennt. Die H. des östl. Außenwalles beträgt noch ca. 5 m. Der Mauerfuß ist bei Anlage der Delligser Kleinbahn Anfang des 20. Jh.s einplaniert, der vermutlich vorgelagerte Graben beim Bau eines Fußballplatzes. Der nordöstl. Querwall wurde beim Bau des Freibades zerstört. Der südwestl. Abschlußwall ist noch vorhanden. Das Burgplateau ist heute eine Schrebergartenkolonie. | 28967939 |      |

## Kaierde
| Lage                        | Bezeichnung          | Beschreibung | ID       | Bild |
| --------------------------- | -------------------- | --- | -------- | ---- |
| 51° 54′ 38″ N, 9° 46′ 15″ O | Kaierde 1, Glashütte | Letzte der im Hils betriebenen Glashütten. Spätestens 1714 bis zur Stilllegung 1724 mit Meisterhäusern und „kleinen Hüttgen“ historisch belegt. U.a. von dem Christallglasmachermeister Hanß Jürgern Greiner geführt. Im Jahre 1725 sollen die letzten arbeitslosen Glasmacher weggezogen sein. Reste der Anlagen sind in Form von 3 Erdhügeln von ca. 10 m Dm. und max. 1,2 m H. im Waldgelände erhalten. Die Hügel sind durch Tierbauten und Mulden leicht gestört. | 28967940 | BW   |